# Ночерская резня
Резня Тринчи — убийство двух представителей итальянского рода Тринчи, лордов Фолиньо, 30 декабря 1419 года.

## Расправа
Никколо Тринчи, сеньор Фолиньо и викарий Ночеры-Умбры, имел любовные отношения с женой Пьетро да Расильи, кастеляна Ночеры и доверенного лица Тринчи. Кастелян пригласил трех братьев Никколо, Коррадо, Бартоломео Тринчи и Берардо да Варано на охоту. Коррадо не пришёл, так как он был в Треви, а Никколо и Бартоломео, в конце охоты остались ночевать в крепости. Никколо был первым, кого кастелян убил в постели. Та же участь постигла Бартоломео на следующее утро.
Коррадо, узнав о преступлениях, попросил помощи у капитана наемников Браччо да Монтоне, с которым он состоял в родстве, и тот осадил Ночеру. Пьетро, укрывшийся с женой в Кампаначчо, перед смертью сбросил жену с башни. Впоследствии, в качестве мести, Коррадо убил отца кастеляна, Паскуале да Расилья, разрезав его на куски, а всех до третьей степени родственников Паскуале также казнил.